# Едмунд Хусерл
Едмунд Густав Албрехт Хусерл (хебр. אדמונד הוסרל, Просниц, Моравска, 8. априла 1859–Фрајбург, Немачка, 27. априла 1938) је био немачки филозоф јеврејског порекла, оснивач феноменологије и један од најутицајнијих филозофа 20. века. Његово дело је утицало на егзистенцијалисте и на Хајдегера.
Студирао је астрономију, математику, физику и филозофију код Франца Брентана, који је веома утицао на Хусерла. После хабилитације је радио као приватни доцент и касније као професор филозофије на универзитетима у Халеу и касније у Фрајбургу.

## Биографија

### Младост и образовање
Рођен је 1859. године у Простјејову, граду у Маргравиате у Моравској, која је тада била у Аустријском царству, а данас је под именом Проштејов у Чешкој. Рођен је у јеврејској породици, као друго од четворо деце. Његов отац је био произвођач шешира. Детињство је провео у Простејову, где је похађао световну основну школу. Потом је Хусерл отпутовао у Беч да тамо учи у реалној гимназији, а затим у Државној гимназији у Оломоуцу (нем. Olmütz).
На Универзитету у Лајпцигу од 1876. до 1878. Хусерл је студирао математику, физику и астрономију. У Лајпцигу је био инспирисан предавањима из филозофије Вилхелма Вунта, једног од оснивача модерне психологије. Затим се преселио на Универзитет Фредерик Вилијам у Берлину (данашњи Универзитет Хумболт у Берлину) 1878. где је наставио студије математике код Леополда Кронекера и Карла Вајерштраса. У Берлину је пронашао менторство код Томаша Масарика, тада бившег студента филозофије Франца Брентана, а касније првог председника Чехословачке. Тамо је Хусерл такође похађао предавања  филозофије Фридриха Полсена. Године 1881. отишао је на Универзитет у Беч да заврши студије математике под надзором Леа Кенигсбергера (бившег Вајерштрасовог ученика). У Бечу 1883. докторирао је радом Beiträge zur Variationsrechnung (Прилози варијацијском рачуну).
Након доктората из математике, Хусерл се вратио у Берлин да ради као асистент Карлу Вајерштрасу. Ипак, Хусерл је осетио жељу да се бави филозофијом. Тада се професор Вајерштрас тешко разболео. Хусерл је постао слободан да се врати у Беч где је, после кратке војне дужности, своју пажњу посветио филозофији. Године 1884. на Универзитету у Бечу је похађао предавања Франца Брентана о филозофији и филозофској психологији. Брентано га је упознао са списима Бернарда Болцана, Хермана Лоцеа, Џона Стјуарта Мила и Дејвида Хјума. Хусерл је био толико импресиониран Брентаном да је одлучио да свој живот посвети филозофији; заиста, Францу Брентану се често приписује да је највише утицао на Хусерла, на пример, у погледу интенционалности. Следећи академске савете, две године касније, 1886. Хусерл је пратио Карла Штумпфа, бившег Брентановог студента, на Универзитет у Халеу, у потрази за хабилитацијом која би га квалификовала да предаје на универзитетском нивоу. Тамо је, под Штумпфовим надзором, написао Über den Begriff der Zahl (О концепту броја) 1887. године, који ће касније послужити као основа за његово прво значајно дело Philosophie der Arithmetik (1891).
Хусерл се 1887. оженио Малвин Штајншнајдер, њихов брак је трајао више од педесет година. Године 1892. рођена им је ћерка Елизабета, 1893. син Герхарт, а 1894. син Волфганг. Елизабета ће се удати 1922, а Герхарт 1923; Волфганг је, међутим, постао жртва Првог светског рата. Герхарт ће постати филозоф права, доприносећи предмету упоредног права. Предавао је у САД и после рата у Аустрији.

### Професор филозофије
Након женидбе започео је своју дугу каријеру предавача у филозофији. Почео је 1887. као приватни доцент на Универзитету у Халеу . Године 1891. објавио је своју Philosophie der Arithmetik. Psychologische und logische Untersuchungen који је, ослањајући се на своје претходне студије математике и филозофије, предложио психолошки контекст као основу математике. То је изазвало негативну пажњу Готлоба Фрегеа, који је критиковао  психологизам предложеног концепта.
Године 1901. Хусерл се са породицом преселио како би предавао на Универзитету у Гетингену, где је предавао као изванредни професор. Непосредно пре тога објављено је његово велико дело, Logische Untersuchungen (1900–1901). Први том садржи искусна размишљања о „чистој логици“ у којима пажљиво побија „психологизам“. Овај рад је био добро прихваћен и постао је предмет семинара који је одржао Вилхелм Дилтај; Хусерл је 1905. отпутовао у Берлин да посети Дилтаја. Две године касније у Италији је посетио Франца Брентана, свог инспиративног старог учитеља, и математичара Константина Каратеодора. Кант и Декарт су такође сада утицали на његову мисао. Године 1910. постао је заједнички уредник часописа Логос. Током овог периода Хусерл је држао предавања о унутрашњој временској свести, која је неколико деценија касније његов бивши ученик Хајдегер уредио за објављивање.
Хусерл и његова школа су 1912. године у Фрајбургу основали часопис Jahrbuch für Philosophie und Phänomenologische Forschung („Годишњак за филозофију и феноменолошка истраживања“), који је објављивао чланке о њиховом феноменолошком покрету од 1913. до 1930. године. Његово значајно дело Ideen објављено је у првом броју (1. том, бр. 1, 1913). Пре рада на Ideen Хусерл је достигао фазу где је „сваки субјект 'презентован' самом себи, а сваки други су 'презентовани' ( Вергегенвартигунг ), не као делови природе већ као чиста свест. Ideen је елаборирао и промовисао Хусерлов прелазак на „трансцендентално тумачење“ феноменологије, гледиште које је касније критиковао, између осталих, Жан-Пол Сартр. Како је феноменологија даље развијана,  водила је (када се посматра са друге тачке гледишта у Хусерловом 'лавиринту') до "трансценденталне субјективности". Такође у Ideen Хусерл експлицитно елаборира феноменолошке и еидетичке редукције. Године 1913. Карл Јасперс је посетио Хусерла у Гетингену.
У октобру 1914. оба његова сина послата су да се боре на Западном фронту Првог светског рата, а следеће године је један од њих, Волфганг Хусерл, тешко повређен. 8. марта 1916, у борби код Вердена, Волфганг је погинуо у акцији. Следеће године његов други син Герхарт Хусерл је рањен у рату, али је преживео. Његова рођена мајка Јулија је умрла. У новембру 1917. један од његових изванредних ученика, а касније и угледни професор филозофије, Адолф Реинацх, погинуо је у рату док је служио у Фландрији.
Хусерл је 1916. прешао на Универзитет у Фрајбургу где је наставио да ради у области филозофије, сада као редовни професор. Едит Штајн је служила као његов лични асистент током његових првих неколико година у Фрајбургу, а касније Мартин Хајдегер од 1920. до 1923. године. Математичар Херман Вајл почео је да се дописује са њим 1918. године. Хусерл је одржао четири предавања о феноменолошкој методи на Универзитетском колеџу у Лондону 1922. године. Универзитет у Берлину га је 1923. позвао да се тамо пресели, али је он одбио понуду. Године 1926. Хајдегер му је посветио своју књигу Sein und Zeit (Биће и време) „у знак захвалности и пријатељства“. Хусерл је остао на професорском месту у Фрајбургу све док није затражио пензију, држећи последњи час 25. јула 1928. Фестшрифт за прославу његовог седамдесетог рођендана уручен му је 8. априла 1929. године.
Упркос пензионисању, Хусерл је одржао неколико запажених предавања. Прво, у Паризу 1929, довело је до Méditations cartésiennes (Париз 1931). Хусерл овде разматра феноменолошку епоху (или феноменолошку редукцију), представљену раније у његовој кључној Ideen (1913), у смислу даље редукције искуства на оно што он назива 'сфером сопствености'. Унутар ове сфере, коју Хусерл изводи да би показао немогућност солипсизма, трансцендентални его се увек налази у пару са проживљеним телом другог ега, другог монаде. Ова 'априорна' међусобна повезаност тела, дата у перцепцији, је оно што заснива међусобну повезаност свести познату као трансцендентална интерсубјективност, коју би Хусерл опширно описао у томовима необјављених списа. Постојала је дебата о томе да ли је Хусерлов опис својине и њеног кретања у интерсубјективност довољан или не да се одбаци оптужба за солипсизам, којој је Декарт, на пример, био подложан. Један аргумент против Хусерловог описа функционише на овај начин: уместо да бесконачност и Божанство буду капија ега ка Другом, као код Декарта, Хусерлов его у самим Картезијанским медитацијама постаје трансцендентан. Остаје, међутим, сама (неповезана). Само схватање ега „по аналогији“ Другог (нпр. нагађањем реципроцитета) дозвољава могућност за „објективну“ интерсубјективност, а тиме и за заједницу.
Године 1933. усвојени су расни закони новог нацистичког режима. Хусерлу је 6. априла забрањено коришћење библиотеке Универзитета у Фрајбургу или било које друге академске библиотеке; следеће недеље, после негодовања јавности, враћен је на посао. Ипак, његов колега Хајдегер је изабран за ректора универзитета 21-22. априла и придружио се Нацистичкој партији. Хусерл је у јулу дао оставку на Deutsche Akademie.
Касније је Хусерл држао предавања у Прагу 1935. и Бечу 1936. године, што је резултирало веома другачије стилизованим делом које, иако иновативно, није ништа мање проблематично: Die Krisis (Београд 1936). Хусерл овде описује културну кризу која је захватила Европу, затим приступа филозофији историје, расправљајући о Галилеју, Декарту, неколико британских филозофа и Канту. Аполитични Хусерл је раније изричито избегавао такве историјске расправе, изразито преферирајући да иде директно на истраживање свести. Мерло-Понти и други постављају питање да ли Хусерл овде не поткопава сопствену позицију, јер је Хусерл напао историцизам у принципу, док је посебно осмислио своју феноменологију да буде довољно ригорозна да превазиђе границе историје. Напротив, Хусерл овде можда указује на то да су историјске традиције само карактеристике дате интуицији чистог ега, као и свакој другој. Ипак, јавља се проблем сличан оном који се бави „историјом“ изнад, проблем кокошке и јаја. Да ли животни свет контекстуализује и тиме компромитује поглед чистог ега, или феноменолошка метода ипак трансцендентно подиже его? Ови последњи списи представили су значајне радове његовог професионалног живота. Од свог универзитетског пензионисања Хусерл је „радио огромним темпом, стварајући неколико великих дела“.
Након што је пао током јесени 1937. године, разболео се од плеуритиса . Едмунд Хусерл је умро у Фрајбургу 27. априла 1938. године, тек напунивши 79 година. Супруга Малвин га је преживела. Еуген Финк, његов истраживачки асистент, одржао је хвалоспев. Герхард Ритер је био једини члан факултета у Фрајбургу који је присуствовао сахрани, као антинацистички протест.

### Нацистичка ера
Причало се да је Хусерлу ускраћено коришћење библиотеке у Фрајбургу као резултат антијеврејског законодавства из априла 1933. Међутим, између осталих онемогућености, Хусерл није могао да објави своје радове у нацистичкој Немачкој. Причало се и да је његов бивши ученик Мартин Хајдегер обавестио Хусерла да је отпуштен, а заправо је то био претходни ректор. Очигледно су се Хусерл и Хајдегер разишли током 1920-их, што је постало јасније након 1928. када се Хусерл пензионисао и Хајдегер је наследио своју универзитетску катедру. У лето 1929. Хусерл је проучавао пажљиво одабране Хајдегерове списе, дошавши до закључка да се по неколико њихових кључних позиција разликују: на пример, Хајдегер је заменио Dasein [„Бити-ту“] за чисти его, трансформишући тако феноменологију у антропологија, врста психологизма коју Хусерл снажно не фаворизује. Таква Хајдегерова запажања, заједно са критиком Макса Шелера, стављена су у предавање које је Хусерл одржао разним Кантовим друштвима у Франкфурту, Берлину и Халеу током 1931. под називом Phänomenologie und Anthropologie.
У ратном издању Хајдегеровог примарног дела, Биће и време (први пут објављено 1927), из 1941. године, оригинална посвета Хусерлу је уклоњена. Међутим, то није било због негације односа између два филозофа, већ је пре резултат предложене цензуре од стране Хајдегеровог издавача који се плашио да би нацистички режим иначе могао да забрани књигу. Посвета се још увек може наћи у фусноти на страни 38. У послератним издањима Sein und Zeit враћа се посвета Хусерлу. О сложеном, проблематичном и раздвојеном филозофском односу између Хусерла и Хајдегера се нашироко расправља.
Након смрти, Хусерлови рукописи, који износе око 40.000 страница и његова комплетна истраживачка библиотека, су 1939. прокријумчарени на Католички универзитет у Лувену у Белгији од стране фрањевачког свештеника Хермана Ван Бреде. Тамо су депоновани у Леувену да формирају Хусерлов архив Вишег института за филозофију. Већи део материјала у његовим истраживачким рукописима је од тада објављен у серији критичких издања.

### На немачком
- 1887. Über den Begriff der Zahl. Psychologische Analysen (On the Concept of Number; habilitation thesis)
- Philosophie der Arithmetik. Psychologische und logische Untersuchungen. 1891.. (Philosophy of Arithmetic)
- Logische Untersuchungen. Erster Teil: Prolegomena zur reinen Logik. 1900.. (Logical Investigations, Vol. 1)
- Logische Untersuchungen. Zweiter Teil: Untersuchungen zur Phänomenologie und Theorie der Erkenntnis. 1901.. (Logical Investigations, Vol. 2)
- Philosophie als strenge Wissenschaft. included in Phenomenology and the Crisis of Philosophy: Philosophy as Rigorous Science and Philosophy and the Crisis of European Man. 1911..
- Ideen zu einer reinen Phänomenologie und phänomenologischen Philosophie. Erstes Buch: Allgemeine Einführung in die reine Phänomenologie. Ideas: General Introduction to Pure Phenomenology. 1913..
- 1923–24. Erste Philosophie. Zweiter Teil: Theorie der phänomenologischen Reduktion (First Philosophy, Vol. 2: Phenomenological Reductions)
- Erste Philosophie. Erster Teil: Kritische Ideengeschichte. Critical History of Ideas. First Philosophy, Vol. 1. 1925..
- Vorlesungen zur Phänomenologie des inneren Zeitbewusstseins. 1928.. (Lectures on the Phenomenology of the Consciousness of Internal Time)
- Formale und transzendentale Logik. Versuch einer Kritik der logischen Vernunft. 1929.. (Formal and Transcendental Logic)
- Nachwort zu meinen "Ideen zu einer reinen Phänomenologie und phänomenologischen Philosophie". 1930.. (Postscript to my "Ideas")
- Die Krisis der europäischen Wissenschaften und die transzendentale Phänomenologie: Eine Einleitung in die phänomenologische Philosophie. publisher=An Introduction to Phenomenological Philosophy. 1936..
- Erfahrung und Urteil. Untersuchungen zur Genealogie der Logik. 1939.. (Experience and Judgment)
- Cartesianische Meditationen. 1950.. (translation of Méditations cartésiennes (Cartesian Meditations, 1931))
- Ideen II: Phänomenologische Untersuchungen zur Konstitution. Ideas II: Studies in the Phenomenology of Constitution. 1952..
- Ideen III: Die Phänomenologie und die Fundamente der Wissenschaften. Ideas III: Phenomenology and the Foundations of the Sciences. 1952..
- Zur Phänomenologie der Intersubjektivität. 1973.. (On the Phenomenology of Intersubjectivity)

### На енглеском
- Philosophy of Arithmetic, Willard, Dallas, trans, 2003 [1891]. Dordrecht: Kluwer.
- Logical Investigations, 1973 [1900, 2nd revised edition 1913], Findlay, J. N, trans. London: Routledge.
- "Philosophy as Rigorous Science", translated in Quentin Lauer, S.J., editor, 1965 [1910] Phenomenology and the Crisis of Philosophy. New York: Harper & Row.
- Ideas Pertaining to a Pure Phenomenology and to a Phenomenological Philosophy – First Book: General Introduction to a Pure Phenomenology, 1982 [1913]. Kersten, F, trans. The Hague: Nijhoff.
- Ideas Pertaining to a Pure Phenomenology and to a Phenomenological Philosophy – Second Book: Studies in the Phenomenology of Constitution, 1989. R. Rojcewicz and A. Schuwer, translators. Dordrecht: Kluwer.
- Ideas Pertaining to a Pure Phenomenology and to a Phenomenological Philosophy – Third Book: Phenomenology and the Foundations of the Sciences, 1980, Klein, T. E, and Pohl, W. E, translators. Dordrecht: Kluwer.
- On the Phenomenology of the Consciousness of Internal Time (1893–1917), 1990 [1928]. Brough, J.B, trans. Dordrecht: Kluwer.
- Cartesian Meditations, 1960 [1931]. Cairns, D, trans. Dordrecht: Kluwer.
- Formal and Transcendental Logic, 1969 [1929], Cairns, D, trans. The Hague: Nijhoff.
- Experience and Judgement, 1973 [1939], Churchill, J. S, and Ameriks, K, translators. London: Routledge.
- The Crisis of European Sciences and Transcendental Philosophy, 1970 [1936/54], Carr, D, trans. Evanston: Northwestern University Press.
- „Universal Teleology”. Telos. 4. јесен 1969.. New York: Telos Press.

### Антологије
- Willard, Dallas (1994). Early Writings in the Philosophy of Logic and Mathematics. Dordrecht: Kluwer.
- Welton, D, ур. (1999). The Essential Husserl. Bloomington: Indiana University Press..